# Charomskiy ACh-30
O Charomskiy ACh-30 foi um motor a diesel para aviões de origem soviética desenvolvido pelo projetista Alexey Dmitrievich Charomsky durante a segunda guerra mundial. A versão inicial não foi satisfatória tendo sido cancelada quando a fabrica foi evacuada no outono de 1941, no entanto a sua produção foi retomada no verão de 1942, até Setembro de 1945, para satisfazer as necessidade de um motor económico para os bombardeiros de longo alcance, tais como Petlyakov Pe-8 e o Yermolayev Yer-2.

## Variantes
- AD-5, M-30, ACh-30 – quatro turbochargers, sem supercharger. Peso: 1 200 kg (2 650 lb), Potência: 1 500 hp (1 120 kW), cerca de 76 produzidos.
- M-30F – 1942, protótipo. Potência: 1 750 hp (1 300 kW)
- M-30B, ACh-30B – variante principal da produção, 1 450 produzidos.
- M-30D – versão mais potente para aeronave de ataque, com 2 000 hp (1 490 kW). Quinhentas unidades pedidas ao fabricante para desenvolver esta versão, mas não são conhecidas mais informações.
- M50-T – versão do motor ACh-30 com maior rotação para uso em embarcação torpedeira. Potência: 1 050 hp (783 kW)
- ACh-30BF – versão mais potente do ACh-30B. Peso: 1 280 kg (2 820 lb), Potência: 1 900 hp (1 420 kW), dezessete unidades produzidas, modificando-se os ACh-30B.
- TD-30B – desenvolvimento pós-guerra que posteriormente teria uma outra versão, o TD11B.
- M-850 – modificação do M50-T com 1 090 hp (813 kW).